# رینا هارون
رینا بنتی محمد هارون (به انگلیسی: Rina binti Mohd Harun) (جاوی: رینا بنت محمد هارون) سیاستمدار مالزیایی است که دو بار به عنوان وزیر امور زنان، خانواده و توسعه اجتماعی خدمت کرد، بار اول از ماه مارس ۲۰۲۰ تا اوت ۲۰۲۱ در دولت به زمامداری پریکاتان ناسیونال (PN) تحت نخست‌وزیری محی‌الدین یاسین بود، دومین مرتبه از اوت ۲۰۲۱ تا سقوط دولت در نوامبر ۲۰۲۲، به زمامداری باریسان ناسیونال (BN) تحت نخست‌وزیری اسماعیل صبری یعقوب بود، همچنین از ماه مه ۲۰۱۸ تا سقوط دولت در فوریه ۲۰۲۰، به زمامداری پاکاتان هاراپان (PH) تحت نخست‌وزیری مهاتیر محمد، در مقام وزیر توسعه روستایی خدمت کرد. او همچنین از ماه مه ۲۰۱۸ تا نوامبر ۲۰۲۲، از حوزه انتخابیه تی‌تی‌وانگسا، نماینده مجلس بود.